# فلاديسلاف كوراسوف
فلاديسلاف كوراسوف (فلاد كوراسوف، Владислав Курасов، فلاديسلاف كوراسوف، من مواليد 13 مارس 1995) هو مغني وكاتب أغاني أوكراني، حاز على عدة ألقاب وجوائز منها لقب البرنامج التلفزيوني Star Ring، ثم جائزة صوت الشعب في المسابقة الدولية لكتابة الأغاني عام 2013 والمرتبة الثالتة من النسخة الأوكرانية للبرنامج التلفزيوني العالمي ذا إكس فاكتور، في عام 2014، فاز في مسابقة الموسيقى الغير الموقعة فاندومينيوم.
في عام 2016، بلغ الدور النصف النهائي في الانتقاء الوطني الأوكراني لمسابقة الأغنية الأوروبية 2016 بأغنية "I'm Insane" (أنا مجنون)